# 杜伊利亚
杜伊利亚（Dhuilya），是印度西孟加拉邦Haora县的一个城镇。总人口18399（2001年）。

## 人口
该地2001年总人口18399人，其中男性9489人，女性8910人；0—6岁人口1562人，其中男797人，女765人；识字率81.45%，其中男性为85.22%，女性为77.43%。